# M-Pesa
M-Pesa是由電信集團沃達豐旗下在非洲經營的通信商Safaricom與Vodacom於2007年開始推出，一種可經由手機進行匯款、轉帳、支付等金融方面交易的行動支付服務。此服務名稱當中，「M」代表著行動的英語字詞「Mobile」開頭字首，「Pesa」則是斯瓦希里語裡代表「金錢」的意思。
此服務最初是在肯亞當地營運，之後廣泛地獲得肯亞民眾接受使用，成為最成功的手機平台金融服務之一。M-Pesa往後除了擴展到坦尚尼亞、莫三比克、剛果民主共和國等非洲國家之外，也有進軍東歐、中亞和南亞等其它地區市場。

## 歷史
於2002年期間，大英國協電信組織與協助開發中國家培訓發展的組織Gamos旗下研究人員有注意到，在烏干達、波札那、迦納這些國家的民眾會透過把手機的通話時長額度轉移給別人，之後對方在將通話時長給賣出，來作為一種匯錢的方式。隨後，Gamos的人員有與莫三比克當地電信公司MCel接洽，在2004年推出了能以授權之通話時間來作為信用交換的服務。
而在M-Pesa出現之前，肯亞具有銀行帳戶的人民並不多，另外居住在海外的肯亞人若想匯錢到家鄉，都必須支付額度不低的手續費。基於以上現象，加上在當地持有手機的人比擁有銀行帳戶的人還要多，讓英國國際發展部（DFID）把Gamos相關研究人員介紹給英國電信集團沃達豐，來構思一種在手機上使用的匯款系統，讓民眾透過手機的簡訊發送便可完成轉帳。
M-Pesa專案於2005年期間動手研發，到了2007年位於肯亞首都奈洛比的莫伊大學（Moi University）學生們開發出適用於M-Pesa的軟體，之後沃達豐集團旗下在肯亞營運的Safaricom電信公司買下了該軟體版權，來進行推廣。
2007年3月期間M-Pesa開始在肯亞運行，之後在當地獲得廣泛的使用率，其中該年年底肯亞正逢選舉緣故引起社會動盪不安，當時有機構單位無法正常運作情況，民眾則透過使用M-Pesa服務將金錢安全地轉移。肯亞的銀行在注意到使用該服務的人群逐漸增加時，有在2008年年底向財政部長陳情，希望讓政府審核M-Pesa是否符合法規以冀望能爭取客源回來。之後因該服務的表現能力穩健，讓財政部門認可了M-Pesa。
在2011年，肯亞使用M-Pesa的人數增加到1700萬多。到了2017年，肯亞國內裡佔GDP48%左右、約3.6兆肯尼亞先令的經濟活動金額是經由M-Pesa所做出，以及有約12萬間提供將M-Pesa帳戶內虛擬金錢額度匯換成實體現鈔服務的代理商。
維運方面，最初M-Pesa是交付給技術開發公司Sagentia負責，之後在2009年9月改轉交給IBM。2012年年底沃達豐另與通訊商華為合作，替M-Pesa進行名為G2的平台升級計劃，該計劃則在約3年後整併完成。
在智慧型手機平台上用於管理M-Pesa交易內容的行動應用程式「M-Ledger」，是在2014年11月推出。2018年2月裡，網際網路公司Google旗下的行動支付服務Google Pay開始接受透過M-Pesa做出的付款行為。

2020年4月Vodacom和Safaricom向沃達豐購入其持有的M-Pesa股份
- 一間位於奈洛比提供M-Pesa服務的店家。
- 一間肯亞當地的M-Pesa販售亭。
- 一間肯亞餐館櫃檯上的M-Pesa支付號碼。

## 服務
要使用M-Pesa的方法，是先註冊好一個M-Pesa的帳戶，之後帳戶裡的額度可以自行透過現金購買、或是讓其他擁有M-Pesa帳戶的人轉過來。因Vodacom與Safaricom本身為電信公司，並非如銀行之類的存款機構，所以M-Pesa的用戶在將帳戶裡額度匯換成現金時，需透過代理商或是零售店來提領。
M-Pesa啟用的服務包含有匯款與提現、轉帳至其他用戶、支付、購買電信通話服務、在虛擬帳戶儲值等等。與肯亞當地銀行合作的一些企業公司，另有在M-Pesa上提供計息帳戶、貸款、保險等額外服務。
使用者介面內容上，在不同國家之間會有所差異。其中服務選單有設計成透過SIM卡工具包來使用，或是以快速碼、行動應用程式方法取得。在2019年1月期間Safaricom另推出名為「Fuliza」，可在M-Pesa上進行透支的工具。
部份非營利組織的志工也將M-Pesa做為讓偏僻地區人民取得資金的方法，例如要將資助款項轉移至該地區時，便可利用M-Pesa來快速達到目的。在坦尚尼亞裡的一些醫院也以M-Pesa做為媒介，將補貼的交通費用匯給收入較低、從較遠地區前來醫院看診的病患。
- 有註冊M-Pesa的用戶，便可透過手機把與手上現金等值的額度匯到對方帳戶裡。
- 一張M-Pesa專用的SIM卡。
- 在一隻Nokia手機上所展示出的M-Pesa功能選單。
- 來自非營利組織Givewell的人員，在肯亞鄉間裡測試手機上的M-Pesa功能。

## 其它市場

### 坦尚尼亞
Vodacom在2008年期間於坦尚尼亞推出M-Pesa服務，但初期吸收到的使用者數目低於預期。在2010年國際金融公司有釋出一份Vodacom基於此現象而改變營運策略、增進市場地位的報告。到了2013年5月，坦尚尼亞的M-Pesa用戶達到約500萬人，有平均每月約1.3兆坦尚尼亞先令的交易流量。2018年年底，則成長到690萬人左右。

### 南非
南非的M-Pesa是在2010年9月開始啟用，當時Vodacom雖然看上當地社會有約1300萬人身上無銀行帳戶的情況，但南非使用M-Pesa的用戶卻成長得很慢，到了2011年5月僅約10萬人註冊此服務。之後Vodacom分析肯亞與南非兩地的使用情況落差，發現到南非有較嚴厲的銀行法規，影響了大眾對M-Pesa的接收度。
鑑於以上情況，Vodacom在2011年6月調整M-Pesa在南非的客戶群，改成轉向具有較高生活物質水準的人群。但另外在南非與其它非洲國家相較之下，有較高持有銀行帳戶人口比例、以及創新的金融機構等情形，到了2015年當地的M-Pesa使用率仍不及在肯亞、或是坦尚尼亞的成績，僅達到約100萬用戶數。

### 阿富汗
2008年沃達豐和阿富汗電信公司Roshan合作，推出當地的M-Pesa服務。此服務最初是作為用來支付阿富汗警察工資的媒介。使用後不久，阿富汗國家警察注意到與過去現金支付方式和M-Pesa相較之下，之前上級會另外撥給在佔整體薪資10%、實際上並不存在的幽靈警察名目上。靠著M-Pesa支付流程避免掉此貪腐情況後，有讓不少警察獲得自己實際應得的薪資金額。M-Pesa也在阿富汗擴展到支援店家付款、面對面轉帳交易、撥付借款等服務。

### 印度
沃達豐與印度的工業信貸投資銀行在2011年11月開始導入M-Pesa服務，之後於2013年4月期間正式啟用。

### 東歐
M-Pesa首次擴展到歐洲的國家為羅馬尼亞，是在2014年3月開始營運；但之後因成效不彰，於2017年12月宣布停止在羅馬尼亞的服務。而沃達豐在當地於2016年期間的虧損，換算約有250萬歐元。
阿爾巴尼亞則是從2015年5月開始有M-Pesa服務，不過沃達豐也在2017年7月選擇退出該國市場。

## 外部連結
- M-Pesa在肯亞的官方網頁 （页面存档备份，存于）（英文）
- 沃達豐的M-Pesa介紹頁面 （页面存档备份，存于）（英文）